# Uomini semplici
Uomini semplici (Simple Men) è un film del 1992 scritto e diretto da Hal Hartley.
È stato presentato in concorso al 45º Festival di Cannes.

## Trama
Due fratelli, uno sgangherato rapinatore e l'altro studente a modo, decidono di intraprendere un viaggio alla ricerca del padre ormai ritenuto psicopatico, ex campione di baseball diventato negli anni '60 militante della sinistra rivoluzionaria e sospettato di usare e aver maneggiato e nascosto dinamite ed esplosivi.